# Ambonus albomaculatus
Ambonus albomaculatus är en skalbaggsart som först beskrevs av Hermann Burmeister 1865.  Ambonus albomaculatus ingår i släktet Ambonus och familjen långhorningar.
Artens utbredningsområde är Uruguay. Inga underarter finns listade i Catalogue of Life.